# Thomas Søndergård
Thomas Søndergård (født 4. oktober 1969 i Holstebro) er en dansk dirigent.
Søndergård studerede Slagtøj på Det Kongelige Danske Musikkonservatorium fra 1989 til 1992. Fra 1989 til 1992 var Søndergård paukist i Den Europæiske Unions Ungdomsorkester. Han tiltrådte Det Kongelige Kapel som janitshar i 1992 og som paukist 1995.
Søndergård fattede fra 27-årsalderen interesse for dirigentrollen. Som dirigent inden for moderne musik har han bl.a. dirigeret 2005-premieren af Poul Ruders' Proces Kafka på Den Kongelige Opera, i forestillinger, der blev lydoptaget til kommerciel udgivelse. I perioden fra 2009 til 2012 var Søndergård chefdirigent for det norske radioorkester (KORK)
Søndergård blev i juli 2011 udnævnt til den 14. chefdirigent for BBC National Orchestra of Wales (BBC NOW) fra sæsonen 2012-2013 med en kontrakt på fire år. Kontrakten blev forlænget, og Søndergård afsluttede stillingen juli 2018.
I oktober 2011 udnævnte RSNO Royal Scottish National Orchestra ham til sin første gæstedirigent fra sæsonen 2012-2013, med en indledende kontrakt på 3 år. I maj 2017 annoncerede RSNO, at Søndergård var udnævnt til Music Director fra sæsonen 2018-2019.
Thomas Søndergård bl.a. har dirigeret Chicago Symphony, London Philharmonic, BBC Symphony, Royal Concertgebouw, London Symphony, Philharmonia Orchestra, Oslo Philharmonic, Gothenburg Symphony, Danish National Symphony, Royal Stockholm Philharmonic and Gewandhausorchester Leipzig, WDR Sinfonieorchester Köln, Deutsches Symphonie-Orchester Berlin, Rundfunk-Sinfonieorchester Berlin, Mahler Chamber Orchestra, Deutsche Kammerphilharmonie Bremen, Bamberger Symphoniker; leading tours with Junge Deutsche Philharmonie and European Union Youth Orchestra; Rotterdam Philharmonic Orchestra, Netherlands Philharmonic, Luxembourg Philharmonic, Brussels Philharmonic; Swedish Radio Symphony, Finnish Radio Symphony, City of Birmingham Symphony, Sydney Symphony, Toronto Symphony, Atlanta Symphony, Vancouver Symphony, Houston Symphony and Seattle Symphony.